# Pavel Vít
Pavel Vít (* 1935) je bývalý český fotbalista.

## Fotbalová kariéra
V československé lize hrál za Spartak Motorlet Praha. Nastoupil v 18 ligových utkáních. Gól v lize nedal.

## Ligová bilance
| Ročník                                   | Zápasy | Góly | Klub                   |
| ---------------------------------------- | ------ | ---- | ---------------------- |
| 1. československá fotbalová liga 1963/64 | 18     | 0    | Spartak Motorlet Praha |
| CELKEM 1. liga                           | 18     | 0    |                        |